# Préfecture de Vo
Vo est l'une des préfectures de la région Maritime, Togo, en Afrique de l'Ouest. La ville de Vogan est le chef-lieu de la préfecture de Vo. 

## Géographie
Vo a une superficie de 755,4 km2 et une population de 224.411 (en 2022)1. Elle est subdivisée en quatre(04) communes et ces dernières se sont divisées en dix(10) cantons.  Les cantons de la préfecture de vo sont le canton de Vogan,Togoville, Anyronkopé, Akoumapé, Vo-koutimé, Dzrékpo, Dagbati, Sévagan, Momé-Hounkpati, et Hahotoé.2,
La préfecture de Vo est dirigée par un préfet et il est chargé de l'ordre public dans la préfecture.
"Annuaire Statistique du Togo (2010-2013)" (in French). October 2019. Retrieved 2021-08-06.